# Breitnertoren
De Breitnertoren, officieel 'Breitner Center', is een wolkenkrabber in Amsterdam, genoemd naar de Nederlandse schilder George Breitner. Deze kantoortoren staat aan het Amstelplein op het bedrijventerrein de Omval, een landtong in de Amstel, ten zuiden van het Amstelstation.
In 1987 keurde de Amsterdamse gemeenteraad de plannen goed om op de Omval drie kantoortorens te bouwen. De Breitnertoren is de kleinste van de drie. Hij werd in 2001 voltooid, is 95 meter hoog en telt 23 verdiepingen. Sinds oktober 2001 is hier het hoofdkantoor van Koninklijke Philips Electronics N.V. gevestigd; de toren wordt daarom ook wel Philipstoren genoemd. Philips verhuisde in 2025 naar Prinses Irenestraat 59, eveneens in Amsterdam.
Naast de Breitnertoren staan op de Omval nog twee kantoortorens. Ook deze zijn genoemd naar belangrijke Nederlandse schilders. In 1994 kwam de Rembrandttoren (35 verdiepingen) gereed; eind 2001 de Mondriaantoren (30 verdiepingen).